# Clase Bay
La Clase Bay, también denominada ALSL (alternative landing ship logistic), es un grupo de cuatro buques LSD(A) o landing ship dock (auxiliary): Largs Bay (2006), Mounts Bay (2006), Cardigan Bay (2007) y Lyme Bay (2007). Todas las naves sirven con la Royal Fleet Auxiliary (RFA).

## Desarrollo
Los buques ALSL (alternative landing ship logistic) fueron construidos para reemplazar a los viejos LSL (landing ship logistics) de la Clase Round Table RFA Sir Geraint, RFA Sir Percival, RFA Sir Tristram y RFA Sir Galahad.
Su diseño se basa el diseño de buque de asalto anfibio desarrollado conjuntamente entre los astilleros españoles de la Empresa Nacional Bazán y los holandeses Royal Schelde Company. Este había dano lugar a la clase Galicia en España y clase Rotterdam en Holanda, el proyecto se denominó Athlas 13000. La Royal Navy solicitó cambios en el diseño como la supresión del hangar.
Son buques operados por la Real Flota Auxiliar (Royal Fleet Auxiliary, RFA). La clase Bay proporciona apoyo a la Royal Navy para facilitar despliegues en cualquier lugar del mundo. Son buques diseñados para transportar y desembarcar tropas y equipo, hasta 400 personas, además de 150 camiones o 24 tanques. Pueden alojar permanentemente su dotación de 60 personas y a más de 350 Royal Marines y personal de los helicópteros que embarca cuando están en operaciones.
Los buques tuvieron la mala suerte de vivir la época de años de recortes a la flota anfibia del Reino Unido. En 2011 la Royal Australian Navy (RAN) adquirió al RFA Largs Bay como HMAS Choules.
La zona de vuelo tal y como se construyeron a principios de la década de 2000 carece de hangares fijos para helicópteros. En su lugar, cuentan con refugios de tela que pueden albergar temporalmente un par de pequeños helicópteros Wildcat de la marina. Está fue una de las mejoras siempre en mente, dotarlos de hangares permanentes. También carecen de instalaciones de puesto de mando, que podrían necesitar para operaciones anfibias.

## Características
Es un LSD de 16 190 t de desplazamiento, 176 m de eslora, 26  de manga y 5,8 m de calado; propulsión diésel-eléctrica de 2× generadores diésel (2,2 MW) y 2× generadores diésel (3,3 MW) con velocidad de 18 nudos y autonomía de 8000 mn; y capacidad para 24 tanques Challenger 2 o 150 camiones ligeros; y para 2× LCVP o bien 1× LCU.

## Unidades
| Nombre       | n.º   | constructor          | iniciado | botado | asignado | baja                 |
| ------------ | ----- | -------------------- | -------- | ------ | -------- | -------------------- |
| Largs Bay    | L3006 | Swan Hunter Wallsend |          | 2003   | 2006     | 2011 (vendido a RAN) |
| Lyme Bay     | L3007 | Swan Hunter Wallsend |          | 2005   | 2007     |                      |
| Mounts Bay   | L3008 | BAE Systems Govan    |          | 2004   | 2006     |                      |
| Cardigan Bay | L3009 | BAE Systems Govan    |          | 2005   | 2007     |                      |